# Dakotaraptor
Dakotaraptor (il cui nome significa "ladro del Dakota") è un possibile genere chimerico di dinosauro maniraptoriforme noto attraverso scarsi resti fossili rinvenuti in South Dakota, in quella che è oggi la Formazione Hell Creek, risalenti al Cretaceo superiore, circa 66 milioni di anni fa (Maastrichtiano), rendendo Dakotaraptor potenzialmente uno degli ultimi dromaeosauridi ad apparire prima dell'evento di estinzione di massa del Cretaceo-Paleogene, sebbene alcuni ricercatori abbiano contestato la sua identità. I resti di D. steini sono stati scoperti in un letto d'ossa multispecie (un letto d'ossa composto dalle ossa di più specie diverse. In seguito alla sua descrizione si è scoperto che elementi dell'olotipo e degli esemplari citati appartenevano in realtà a tartarughe tryonichidi, e non è chiaro se possano essere condotte correttamente ulteriori analisi sulle potenziali affinità non-dromaeosauridi dell'olotipo e del materiale citato, perché attualmente l'esemplare tipo è ospitato in una collezione privata. A causa di questa potenziale natura artificiale, le analisi filogenetiche di D. steini lo collocano in una varietà di posizioni all'interno di Dromaeosauridae.

## Descrizione

### Dimensioni
Dakotaraptor è uno dei più grandi dromaeosauridi conosciuti; un esemplare adulto poteva raggiungere una lunghezza di circa 5,5 m (18 ft) e un'altezza di circa 1,50 al bacino. Queste dimensioni sono, quasi, comparabili a quelle del più grande dromeosauride conosciuto, Utahraptor che poteva raggiungere anche i 5,9 metri di lunghezza. Tuttavia la sua anatomia e la sua fisionomia lo rendevano più simile a piccoli dromaeosauridi come Deinonychus e Dromaeosaurus.

### Tratti distintivi
Nella descrizione ufficiale del 2015, oltre alle grandi dimensioni i paleontologi hanno diagnosticato diversi tratti distintivi supplementari. Al quarto artiglio piede, ossia l'osso che serve da aggancio per il tendine del muscolo flessore è estremamente ridotto, in scala alle dimensioni dell'animale. La "scanalatura di anima" sul lato esterno della quarta branca del piede, verso la punta è completamente chiusa oltre la metà della sua lunghezza, formando una struttura tubolare ossea. Il secondo ed il terzo artiglio del piede hanno chiglie taglienti sul lato inferiore. Il secondo artiglio piede, che costituisce il famoso "artiglio a falce", è pari al 29% della lunghezza del femore. Sul secondo metacarpo, dei due condili che uniscono il dito, quello interno è quasi grande come quello esterno, mentre il lato esterno del secondo metacarpo ha una scanalatura poco profonda. I denti hanno 15-20 dentelli da cinque millimetri sul bordo posteriore e 20-27 denticoli sul bordo anteriore.

### Scheletro
Le vertebre della colonna vertebrale di Dakotaraptor erano pneumatizzate, presentando vaste aree di tessuto osseo spugnoso che mostra molti spazi aerizzati. Sulla coda, le vertebre nei processi articolari anteriori, i processi articolari, sono estremamente allungati, con una lunghezza intatta di circa settanta centimetri, in grado di coprire singolarmente ben 10 vertebre. Ciò irrigidiva la coda, aiutando l'animale durante la corsa.
La furcula raggiungeva una lunghezza di circa dieci centimetri di cui i due rami formavano un angolo tra gli 86° e i 88°. L'omero, l'osso del braccio superiore, era relativamente lungo e sottile e piegata verso l'interno. Sulle ossa inferiori del braccio, come l'ulna sono state rinvenute delle papille ulnari (piccole protuberanze ossee sull'ulna), che indicano che in vita l'animale era fornito di penne remiganti. Tali papille avevano un diametro di circa otto-dieci millimetri, il che dimostra che queste penne remiganti erano piuttosto lunghe e sviluppate. È stato stimato che una serie completa di remiganti poteva includere anche una quindicina di queste papille ulnari. L'ulna, in generale, era lunga trentasei centimetri e aveva un raggio di circa trentadue centimetri. Le ossa della mano dimostrano che l'articolazione del polso consentiva una scarsa mobilità. L'"apertura alare" di Dakotaraptor è stata stimata ad 1,20 metri.
Il metatarso aveva una lunghezza stimata di trentadue centimetri, il che lo rende piuttosto lungo rispetto al resto delle ossa degli arti posteriori. Il secondo dito del piede, dotato del famoso "artiglio a falce", è grande e robusto con un diametro di ben 16 cm ed una lunghezza di 24 cm misurata lungo la curva esterna. Ciò equivale al 29% della lunghezza del femore, rispetto al 23% di Deinonychus. L'artiglio era appiattito trasversalmente e presentava una sezione trasversale a forma di goccia.

## Classificazione
Dakotaraptor fa parte della famiglia dei dromaeosauridae, i famosi dinosauri dall'"artiglio a falce" o più comunemente noti come Raptor. Un'analisi cladistica ha dimostrato che l'animale è particolarmente imparentato con la specie Dromaeosaurus albertensis, tanto da essere definiti come due taxa sorelle. Entrambi formano un clade insieme a Utahraptor, e alla forma asiatica Achillobator. Nonostante la parentela con altri dromaeosauridi giganti, il Dakotaraptor è stato inserito in un clade che contengono i dromeosauridi più grandi come Deinonychus, Unenlagia e i già citati Achillobator e Utahraptor.

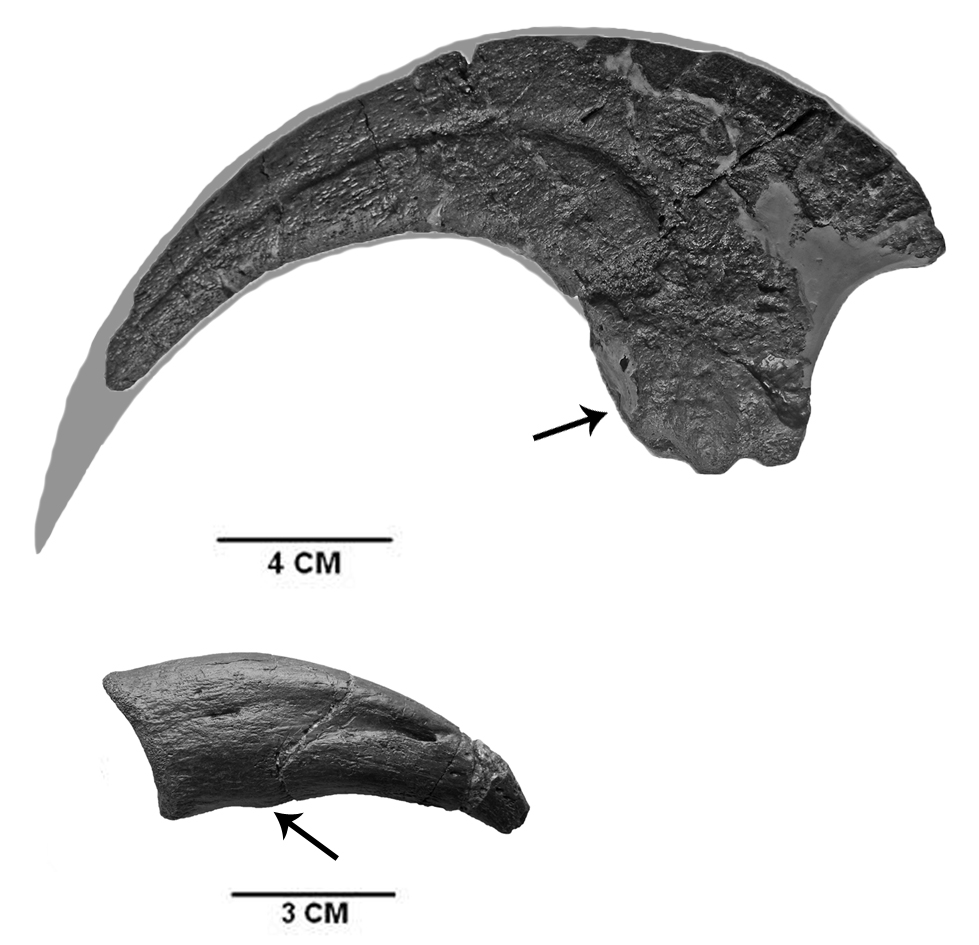
Fossile dell'artiglio a falce di Dakotaraptor.

Di seguito è riportato un cladogramma della famiglia dei Dromeosauridi:
|  | Utahraptor                                                     |
|  |                                                                |
|  | \| \| Dakotaraptor \| \| \| \| \| \| Dromaeosaurus \| \| \| \| |
|  |                                                                |
|  | Dakotaraptor                                                   |
|  |                                                                |
|  | Dromaeosaurus                                                  |
|  |                                                                |

|  | Dakotaraptor  |
|  |               |
|  | Dromaeosaurus |
|  |               |

|  | Utahraptor                                                     |
|  |                                                                |
|  | \| \| Dakotaraptor \| \| \| \| \| \| Dromaeosaurus \| \| \| \| |
|  |                                                                |
|  | Dakotaraptor                                                   |
|  |                                                                |
|  | Dromaeosaurus                                                  |
|  |                                                                |

|  | Dakotaraptor  |
|  |               |
|  | Dromaeosaurus |
|  |               |

|  | Utahraptor                                                     |
|  |                                                                |
|  | \| \| Dakotaraptor \| \| \| \| \| \| Dromaeosaurus \| \| \| \| |
|  |                                                                |
|  | Dakotaraptor                                                   |
|  |                                                                |
|  | Dromaeosaurus                                                  |
|  |                                                                |

|  | Dakotaraptor  |
|  |               |
|  | Dromaeosaurus |
|  |               |

|  | Utahraptor                                                     |
|  |                                                                |
|  | \| \| Dakotaraptor \| \| \| \| \| \| Dromaeosaurus \| \| \| \| |
|  |                                                                |
|  | Dakotaraptor                                                   |
|  |                                                                |
|  | Dromaeosaurus                                                  |
|  |                                                                |

|  | Dakotaraptor  |
|  |               |
|  | Dromaeosaurus |
|  |               |

|  | Utahraptor                                                     |
|  |                                                                |
|  | \| \| Dakotaraptor \| \| \| \| \| \| Dromaeosaurus \| \| \| \| |
|  |                                                                |
|  | Dakotaraptor                                                   |
|  |                                                                |
|  | Dromaeosaurus                                                  |
|  |                                                                |

|  | Dakotaraptor  |
|  |               |
|  | Dromaeosaurus |
|  |               |

|  | Utahraptor                                                     |
|  |                                                                |
|  | \| \| Dakotaraptor \| \| \| \| \| \| Dromaeosaurus \| \| \| \| |
|  |                                                                |
|  | Dakotaraptor                                                   |
|  |                                                                |
|  | Dromaeosaurus                                                  |
|  |                                                                |

|  | Dakotaraptor  |
|  |               |
|  | Dromaeosaurus |
|  |               |

|  | Utahraptor                                                     |
|  |                                                                |
|  | \| \| Dakotaraptor \| \| \| \| \| \| Dromaeosaurus \| \| \| \| |
|  |                                                                |
|  | Dakotaraptor                                                   |
|  |                                                                |
|  | Dromaeosaurus                                                  |
|  |                                                                |

|  | Dakotaraptor  |
|  |               |
|  | Dromaeosaurus |
|  |               |

|  | Utahraptor                                                     |
|  |                                                                |
|  | \| \| Dakotaraptor \| \| \| \| \| \| Dromaeosaurus \| \| \| \| |
|  |                                                                |
|  | Dakotaraptor                                                   |
|  |                                                                |
|  | Dromaeosaurus                                                  |
|  |                                                                |

|  | Dakotaraptor  |
|  |               |
|  | Dromaeosaurus |
|  |               |

|  | Utahraptor                                                     |
|  |                                                                |
|  | \| \| Dakotaraptor \| \| \| \| \| \| Dromaeosaurus \| \| \| \| |
|  |                                                                |
|  | Dakotaraptor                                                   |
|  |                                                                |
|  | Dromaeosaurus                                                  |
|  |                                                                |

|  | Dakotaraptor  |
|  |               |
|  | Dromaeosaurus |
|  |               |

|  | Utahraptor                                                     |
|  |                                                                |
|  | \| \| Dakotaraptor \| \| \| \| \| \| Dromaeosaurus \| \| \| \| |
|  |                                                                |
|  | Dakotaraptor                                                   |
|  |                                                                |
|  | Dromaeosaurus                                                  |
|  |                                                                |

|  | Dakotaraptor  |
|  |               |
|  | Dromaeosaurus |
|  |               |

|  | Utahraptor                                                     |
|  |                                                                |
|  | \| \| Dakotaraptor \| \| \| \| \| \| Dromaeosaurus \| \| \| \| |
|  |                                                                |
|  | Dakotaraptor                                                   |
|  |                                                                |
|  | Dromaeosaurus                                                  |
|  |                                                                |

|  | Dakotaraptor  |
|  |               |
|  | Dromaeosaurus |
|  |               |

|  | Utahraptor                                                     |
|  |                                                                |
|  | \| \| Dakotaraptor \| \| \| \| \| \| Dromaeosaurus \| \| \| \| |
|  |                                                                |
|  | Dakotaraptor                                                   |
|  |                                                                |
|  | Dromaeosaurus                                                  |
|  |                                                                |

|  | Dakotaraptor  |
|  |               |
|  | Dromaeosaurus |
|  |               |

|  | Utahraptor                                                     |
|  |                                                                |
|  | \| \| Dakotaraptor \| \| \| \| \| \| Dromaeosaurus \| \| \| \| |
|  |                                                                |
|  | Dakotaraptor                                                   |
|  |                                                                |
|  | Dromaeosaurus                                                  |
|  |                                                                |

|  | Dakotaraptor  |
|  |               |
|  | Dromaeosaurus |
|  |               |

|  | Utahraptor                                                     |
|  |                                                                |
|  | \| \| Dakotaraptor \| \| \| \| \| \| Dromaeosaurus \| \| \| \| |
|  |                                                                |
|  | Dakotaraptor                                                   |
|  |                                                                |
|  | Dromaeosaurus                                                  |
|  |                                                                |

|  | Dakotaraptor  |
|  |               |
|  | Dromaeosaurus |
|  |               |

|  | Utahraptor                                                     |
|  |                                                                |
|  | \| \| Dakotaraptor \| \| \| \| \| \| Dromaeosaurus \| \| \| \| |
|  |                                                                |
|  | Dakotaraptor                                                   |
|  |                                                                |
|  | Dromaeosaurus                                                  |
|  |                                                                |

|  | Dakotaraptor  |
|  |               |
|  | Dromaeosaurus |
|  |               |

|  | Utahraptor                                                     |
|  |                                                                |
|  | \| \| Dakotaraptor \| \| \| \| \| \| Dromaeosaurus \| \| \| \| |
|  |                                                                |
|  | Dakotaraptor                                                   |
|  |                                                                |
|  | Dromaeosaurus                                                  |
|  |                                                                |

|  | Dakotaraptor  |
|  |               |
|  | Dromaeosaurus |
|  |               |

|  | Utahraptor                                                     |
|  |                                                                |
|  | \| \| Dakotaraptor \| \| \| \| \| \| Dromaeosaurus \| \| \| \| |
|  |                                                                |
|  | Dakotaraptor                                                   |
|  |                                                                |
|  | Dromaeosaurus                                                  |
|  |                                                                |

|  | Dakotaraptor  |
|  |               |
|  | Dromaeosaurus |
|  |               |

|  | Utahraptor                                                     |
|  |                                                                |
|  | \| \| Dakotaraptor \| \| \| \| \| \| Dromaeosaurus \| \| \| \| |
|  |                                                                |
|  | Dakotaraptor                                                   |
|  |                                                                |
|  | Dromaeosaurus                                                  |
|  |                                                                |

|  | Dakotaraptor  |
|  |               |
|  | Dromaeosaurus |
|  |               |

|  | Utahraptor                                                     |
|  |                                                                |
|  | \| \| Dakotaraptor \| \| \| \| \| \| Dromaeosaurus \| \| \| \| |
|  |                                                                |
|  | Dakotaraptor                                                   |
|  |                                                                |
|  | Dromaeosaurus                                                  |
|  |                                                                |

|  | Dakotaraptor  |
|  |               |
|  | Dromaeosaurus |
|  |               |

|  | Utahraptor                                                     |
|  |                                                                |
|  | \| \| Dakotaraptor \| \| \| \| \| \| Dromaeosaurus \| \| \| \| |
|  |                                                                |
|  | Dakotaraptor                                                   |
|  |                                                                |
|  | Dromaeosaurus                                                  |
|  |                                                                |

|  | Dakotaraptor  |
|  |               |
|  | Dromaeosaurus |
|  |               |

|  | Utahraptor                                                     |
|  |                                                                |
|  | \| \| Dakotaraptor \| \| \| \| \| \| Dromaeosaurus \| \| \| \| |
|  |                                                                |
|  | Dakotaraptor                                                   |
|  |                                                                |
|  | Dromaeosaurus                                                  |
|  |                                                                |

|  | Dakotaraptor  |
|  |               |
|  | Dromaeosaurus |
|  |               |

|  | Utahraptor                                                     |
|  |                                                                |
|  | \| \| Dakotaraptor \| \| \| \| \| \| Dromaeosaurus \| \| \| \| |
|  |                                                                |
|  | Dakotaraptor                                                   |
|  |                                                                |
|  | Dromaeosaurus                                                  |
|  |                                                                |

|  | Dakotaraptor  |
|  |               |
|  | Dromaeosaurus |
|  |               |

|  | Utahraptor                                                     |
|  |                                                                |
|  | \| \| Dakotaraptor \| \| \| \| \| \| Dromaeosaurus \| \| \| \| |
|  |                                                                |
|  | Dakotaraptor                                                   |
|  |                                                                |
|  | Dromaeosaurus                                                  |
|  |                                                                |

|  | Dakotaraptor  |
|  |               |
|  | Dromaeosaurus |
|  |               |

|  | Utahraptor                                                     |
|  |                                                                |
|  | \| \| Dakotaraptor \| \| \| \| \| \| Dromaeosaurus \| \| \| \| |
|  |                                                                |
|  | Dakotaraptor                                                   |
|  |                                                                |
|  | Dromaeosaurus                                                  |
|  |                                                                |

|  | Dakotaraptor  |
|  |               |
|  | Dromaeosaurus |
|  |               |

|  | Utahraptor                                                     |
|  |                                                                |
|  | \| \| Dakotaraptor \| \| \| \| \| \| Dromaeosaurus \| \| \| \| |
|  |                                                                |
|  | Dakotaraptor                                                   |
|  |                                                                |
|  | Dromaeosaurus                                                  |
|  |                                                                |

|  | Dakotaraptor  |
|  |               |
|  | Dromaeosaurus |
|  |               |

|  | Utahraptor                                                     |
|  |                                                                |
|  | \| \| Dakotaraptor \| \| \| \| \| \| Dromaeosaurus \| \| \| \| |
|  |                                                                |
|  | Dakotaraptor                                                   |
|  |                                                                |
|  | Dromaeosaurus                                                  |
|  |                                                                |

|  | Dakotaraptor  |
|  |               |
|  | Dromaeosaurus |
|  |               |

|  | Utahraptor                                                     |
|  |                                                                |
|  | \| \| Dakotaraptor \| \| \| \| \| \| Dromaeosaurus \| \| \| \| |
|  |                                                                |
|  | Dakotaraptor                                                   |
|  |                                                                |
|  | Dromaeosaurus                                                  |
|  |                                                                |

|  | Dakotaraptor  |
|  |               |
|  | Dromaeosaurus |
|  |               |

|  | Utahraptor                                                     |
|  |                                                                |
|  | \| \| Dakotaraptor \| \| \| \| \| \| Dromaeosaurus \| \| \| \| |
|  |                                                                |
|  | Dakotaraptor                                                   |
|  |                                                                |
|  | Dromaeosaurus                                                  |
|  |                                                                |

|  | Dakotaraptor  |
|  |               |
|  | Dromaeosaurus |
|  |               |

|  | Utahraptor                                                     |
|  |                                                                |
|  | \| \| Dakotaraptor \| \| \| \| \| \| Dromaeosaurus \| \| \| \| |
|  |                                                                |
|  | Dakotaraptor                                                   |
|  |                                                                |
|  | Dromaeosaurus                                                  |
|  |                                                                |

|  | Dakotaraptor  |
|  |               |
|  | Dromaeosaurus |
|  |               |

|  | Utahraptor                                                     |
|  |                                                                |
|  | \| \| Dakotaraptor \| \| \| \| \| \| Dromaeosaurus \| \| \| \| |
|  |                                                                |
|  | Dakotaraptor                                                   |
|  |                                                                |
|  | Dromaeosaurus                                                  |
|  |                                                                |

|  | Dakotaraptor  |
|  |               |
|  | Dromaeosaurus |
|  |               |

|  | Utahraptor                                                     |
|  |                                                                |
|  | \| \| Dakotaraptor \| \| \| \| \| \| Dromaeosaurus \| \| \| \| |
|  |                                                                |
|  | Dakotaraptor                                                   |
|  |                                                                |
|  | Dromaeosaurus                                                  |
|  |                                                                |

|  | Dakotaraptor  |
|  |               |
|  | Dromaeosaurus |
|  |               |

|  | Utahraptor                                                     |
|  |                                                                |
|  | \| \| Dakotaraptor \| \| \| \| \| \| Dromaeosaurus \| \| \| \| |
|  |                                                                |
|  | Dakotaraptor                                                   |
|  |                                                                |
|  | Dromaeosaurus                                                  |
|  |                                                                |

|  | Dakotaraptor  |
|  |               |
|  | Dromaeosaurus |
|  |               |

## Storia della scoperta

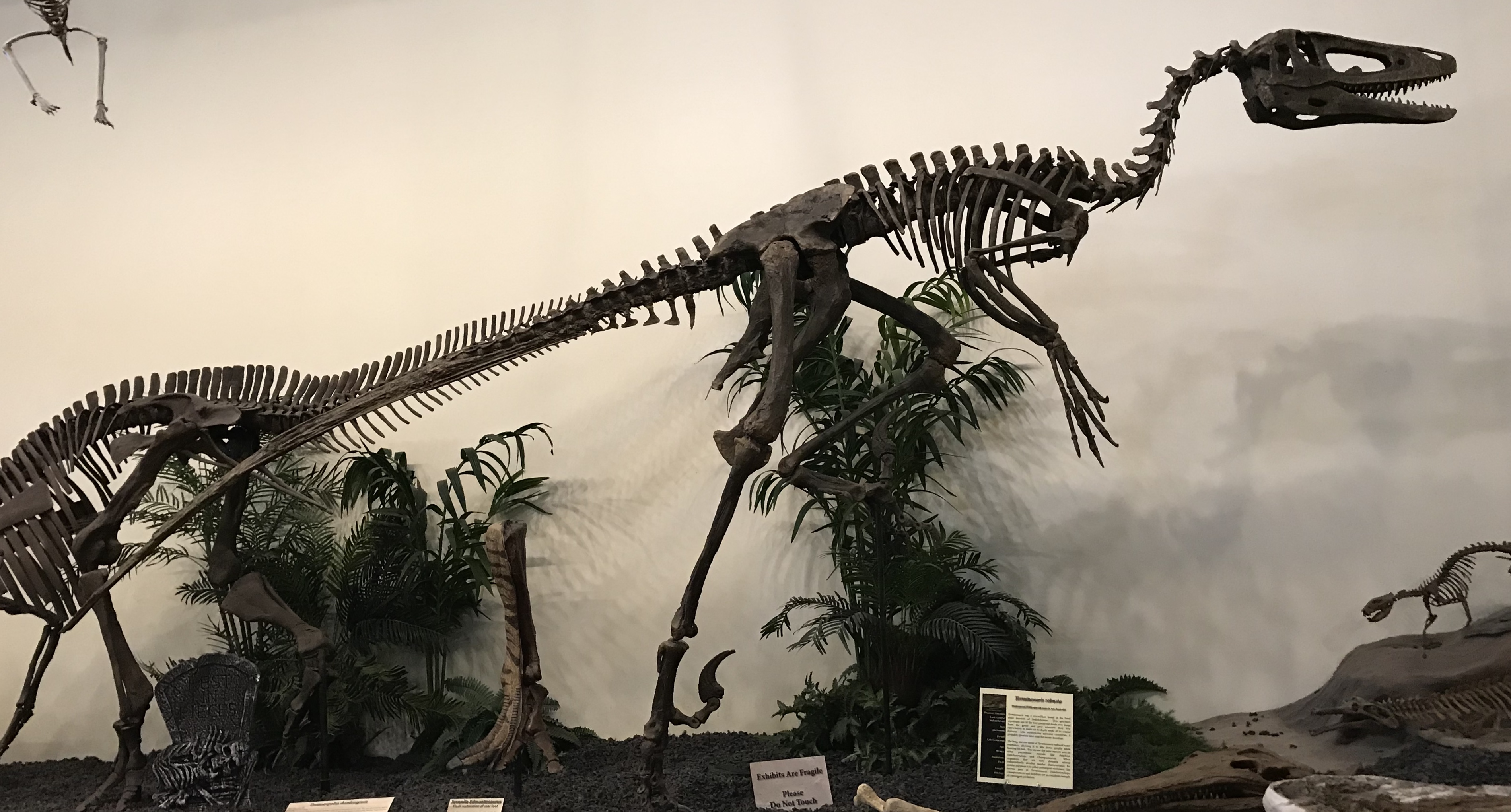
Scheletro montato ricostruito come un dromaeosauride, al Rocky Mountain Dinosaur Resource Center

Nel 2005, il paleontologo Robert DePalma scoprì un grande scheletro incompleto di dromeosaride nella Contea di Harding, Dakota del Sud. Successivamente, nello stesso sito fu ritrovato un secondo dromaeosauride gigante e altri fossili aggiuntivi, che l'allora studente universitario DePalma descrisse nella sua tesi di laurea, nel 2010. Nel 2015, il materiale fu ribattezzato dallo stesso DePalma e colleghi come Dakotaraptor steini. Il nome generico dell'animale deriva dalla Dakota del Sud, luogo del ritrovamento dell'animale, unita al suffisso raptor, dal latino "rapace" o "predatore", in riferimento all'appartenenza alla famiglia dei dromeosauridi o ,appunto, raptor. Il nome specifico invece onora il paleontologo Walter Stein.
L'olotipo, (PBMNH.P.10.113.T), fu trovato in un deposito di arenaria, in uno strato superiore di quella che è oggi la Formazione Hell Creek, risalente alla fine del Maastrichtiano. L'olotipo è composto da uno scheletro parziale, mancante del cranio, di un individuo adulto. Tra le ossa ritrovate vi sono una vertebra dorsale, dieci vertebre della coda, una furcula, entrambe le ossa del braccio, entrambe le ulne, i radio, il primo e il secondo metacarpo destro compresi dei tre artigli della mano sinistra, un femore destro, entrambe le tibie, l'osso astragalo sinistro, il calcagno sinistro e alcune ossa dei piedi compreso l'"artiglio a falce", del secondo dito. Oltre ai primi resti che compongono l'olotipo, furono ritrovate altre ossa appartenenti ad altri individui della stessa specie: il secondo esemplare (PBMNH.P.10.115.T) era composto da una tibia destra; il terzo esemplare (PBMNH.P.10.118.T) comprendeva un astragalo sinistro collegato al calcagno; infine il quarto esemplare (KUVP 152.429) comprendeva solamente una furcula. In aggiunta sono stati anche ritrovati quattro denti isolati (catalogati come: PBMNH.P.10.119.T, PBMNH.P.10.121.T, PBMNH.P.10.122.T, e PBMNH.P.10.124.T). Oggi questi fossili fanno parte della collezione del Museo di Storia Naturale di Palm Beach.  In seguito fu ritrovato un quinto scheletro quasi completo: tutto il cranio, la furcula, una gamba (compreso l'artiglio a falce), la coda, il braccio sinistro, poche ossa del braccio destro (due artigli, il gomito e un dito) e tutti i denti.

## Paleobiologia

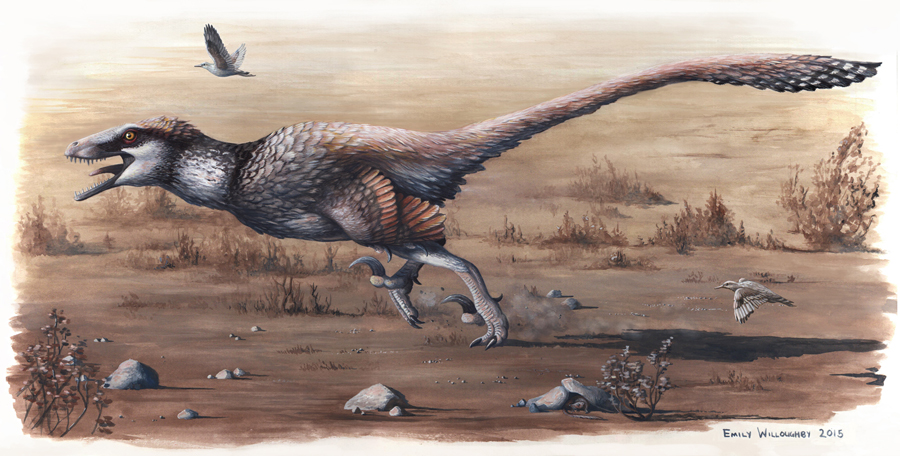
Ricostruzione di Dakotaraptor

Il Dakotaraptor è il primo predatore di medie dimensioni scoperto nella Formazione Hell Creek, in una posizione intermedia tra i giganteschi tirannosauridi come il Tyrannosaurus e i piccoli e veloci dromeosauridi come Acheroraptor. Molto probabilmente il Dakotaraptor era un predatore attivo che grazie alle  dimensioni  era in grado di atterrare gran parte della fauna della Formazione Hell Creek. Inoltre se si fosse trattato di un animale sociale e gregario che cacciava in branchi sarebbe risultato ancora più pericoloso, in grado di allontanare dalle sue prede predatori giganti come i giovani Tyrannosaurus, rivelandosi formidabili competitori per il cibo. Come evidenziato dalla lunghezza dello stinco, più lungo del femore, l'animale era un ottimo corridore, riempiendo la nicchia ecologica di predatore da inseguimento. L'artiglio a falce del piede era probabilmente usato per uccidere le prede, aggrappandosi ad esse fino a sfiancarle per dissanguamento.
Il materiale fossile ritrovato evidenzia sostanziali differenza tra alcuni fossili. I fossili si dividono in un gruppo composto da una corporatura più robusta e uno dalla corporatura più gracile. Uno studio istologico sulle varie ossa ha dimostrato che entrambi i gruppi erano composti da esemplari adulti, pertanto si può pensare che il gruppo con la costituzione più leggera non poteva essere segno di giovane età. Alcuni paleontologi hanno proposto che potevano trattarsi di differenze individuali o dovuto a qualche sorta di patologia, ma la spiegazione più semplice e logica è che si tratti di semplice dimorfismo sessuale. Tuttavia non si ha ancora modo di capire quale dei due gruppi sia maschio e quale sia femmina.
Sull'ulna sono state ritrovate delle papille ulnari che indicano la presenza di penne remiganti molto lunghe su tutto il braccio. Ovviamente data la mole gli esemplari adulti erano incapaci di volare. Nonostante la condizione attera della specie le piume non si sono ridotte. In alternativa le piume che ricoprivano le braccia e il corpo dell'animale potevano avere diverse funzioni tra cui: l'incubazione delle uova, display sessuale e intranspecifico e strumenti per mantenere l'equilibrio mentre si trovavano agganciati ad una preda. Queste funzioni tuttavia, non spiegano la presenza di così tante papille ulnari, pertanto i paleontologi sono arrivati a ipotizzare che il Dakotaraptor discenda da un antenato volante più piccolo.

## Nella cultura di massa
- Una famiglia di Dakotaraptor è l'antagonista principale del film della Blue Sky L'era glaciale - In rotta di collisione.[8][9][10]
- Il Dakotaraptor è anche un animale giocabile nel videogioco survival Saurian.
- È un dinosauro giocabile  su Jurassic World Alive, dove raggiunto il livello 15 può essere fuso con Sinosauropteryx (il primo animale da branco non ibrido presente in gioco, anche se ora ce ne sono tanti) per creare sinokotaraptor (il primo animale da branco ibrido, anch'essi  ora tanti in gioco).